# 스타트피페
스타트피페(노르웨이어: Statpipe)는 노르웨이의 천연가스 파이프라인의 이름이다. 나라의 북쪽에 있는 북해의 가스전과 노르웨이의 가스운반로를 연결한다.

## 역사
스타트피페는 스타토일사가 설치하였으며 개발안은 노르웨이 의회(Storting)로부터 1981년 6월에 승인을 받았다. 1985년 3월 25일에 Statfjord에서 시작되는 리치가스(rich gas)용 가스관이 운영을 시작하였고, 1985년 10월 15일에는 Kårstø로부터 Ekofisk 가스전을 잇는 건성가스(dry gas)용 가스관이 운영을 시작하였다.